# Gijsbrecht van Walenborch
Gijsbrecht van Walenborch of Giselbertus de Walenburch (Utrecht (13??) - 1387) was een kanunnik en scholaster van de Dom van Utrecht.
Het Sint Margaretenhof in Utrecht, gelegen aan het Jansveld, is het restant van een gasthuis gebouwd door Van Walenborch op een stuk grond dat hij in 1367 van de stad in erfpacht nam. Het gasthuis werd in 1371 door de bisschop gewijd.